# Cladobium
Cladobium là một chi thực vật có hoa trong họ Lan.